# Koreai-félsziget
A Koreai-félsziget (Észak-Koreában: 조선반도 Csoszonbando (Joseonbando), Dél-Koreában: 한반도 Hanbando) egy félsziget Kelet-Ázsiában. 1100 km hosszan nyúlik be a Csendes-óceánba, keletről a Japán-tenger, délről a Kelet-kínai-tenger, nyugatról a Sárga-tenger határolja. Északi részén a Koreai Népi Demokratikus Köztársaság (Észak-Korea), délen a Koreai Köztársaság (Dél-Korea) helyezkedik el. Területe a szigetekkel együtt 220.847 km².
A félszigetet az 1953-as fegyverszüneti egyezmény alapján a 250 km-es Koreai demilitarizált övezet vágja ketté. Északon kb. 22 és fél, délen kb. 50 millió ember él.